# Alfonso Cano
Guillermo León Sáenz Vargas, vulgo Alfonso Cano (Bogotá, 22 de julho de 1948 - Cauca, 4 de novembro de 2011) foi um guerrilheiro e comandante das Forças Armadas Revolucionárias da Colômbia. Antropólogo, foi considerado o ideólogo das FARC. 
Assumiu o comando após a morte de Manuel Marulanda Vélez em 26 de março de 2008 e foi morto por tropas do Exército colombiano em novembro de 2011.Em seu lugar assumiu Timoleón Jiménez.